# Unterseeboot 652
L'Unterseeboot 652 est un sous-marin allemand de type VII C utilisé par la Kriegsmarine pendant la Seconde Guerre mondiale.

## Histoire
Le sous-marin est affecté le 3 avril 1941 à la 3. Unterseebootsflottille. Le commandant est l'Oberleutnant zur See Georg-Werner Fraatz.
Première patrouille
L'U-652 part de Norvège le 23 juillet 1941. Le 6 août 1941, le navire croise au large de la péninsule de Kola le chalutier soviétique PS-70 et le coule par une torpille. 45 membres d'équipage perdent la vie, les 12 survivants du bateau coulé sont secourus. Il s'agit du premier sabordage d'un sous-marin allemand dans l'océan Arctique. Le lendemain, il revient au port de Kirkenes.
Deuxième patrouille
L'U-652 quitte le port de Trondheim le 23 août 1941. Dans la nuit du 26 août, il envoie une torpille sur le HMS Southern Prince, un navire de charge reconverti en mouilleur de mines qui est simplement endommagé.
Le 4 septembre, il attaque le destroyer américain USS Greer. Il est le premier sous-marin allemand à s'en prendre à un navire de guerre des États-Unis. Le destroyer était prévenu le même jour par un bombardier britannique de la présence du sous-marin. L'avion suit le sous-marin et lui lance quatre grenades anti-sous-marines que le commandant du sous-marin attribue au destroyer. Il décide de tirer sur le Greer. La bataille de deux heures est vaine.
En réponse à cet incident, le président Franklin Delano Roosevelt demande à ses navires de guerre d'attaquer en premier.
Dans les premières heures du matin du 10 septembre, il tire deux torpilles sur le convoi SC-42 suivi depuis la veille par l'U-85, ils abîment les navires de charge Tahchee et Baron Pentland. Le carburant du Tahchee prend feu, son équipage quitte le navire puis revient éteindre l'incendie. Le navire-citerne est remorqué par la corvette canadienne HMCS Orillia en Islande. Le Baron Pentland, dont la quille est brisée, flotte grâce à sa cargaison de bois. Il est achevé le 19 septembre par l'U-372.
L'U-652 revient le 18 septembre 1941 après 27 jours en mer à la base sous-marine de Lorient.
Troisième patrouille
Il quitte Lorient le 1er novembre 1941. Pendant les 42 jours en mer, la plus longue mission du sous-marin, il ne trouve pas de navire ennemi dans l'océan Atlantique. Affecté au 29. Unterseebootsflottille, il franchit le détroit de Gibraltar le 4 décembre et entre en mer Méditerranée. Le 9, au sud des îles Baléares, il torpille le navire marchand français Saint-Denis ; son équipage a le temps de partir. Le 12 décembre, il s'arrête au port de Messine.
Quatrième patrouille
L'U-652 quitte Messine deux jours plus tard. Le 19 décembre, il lance une torpille en mer Égée contre le navire-citerne russe Varlaam Avanesov et le coule. Il s'arrête après 19 jours en mer le 1er janvier 1942 à La Spezia.
Début février 1942, l'U-652 est affecté en Grèce. Il quitte La Spezia le 5 et arrive sans incident le 16 à l'île de Salamine.
Cinquième patrouille
Le sous-marin entame sa patrouille le 21 février 1942. Après neuf jours de voyage, il arrive sur les côtes libyennes. Ne trouvant pas d'ennemis, il revient à son port d'affectation le 1er mars.
Sixième patrouille
Il quitte Salamine le 12 mars et revient le 14 mars.
Septième patrouille
L'U-652 part le 18 mars. Il va à Sidi Barrani. Le 20 mars, il torpille au nord-est de Bardia le destroyer britannique HMS Heythrop. Le Heythrop est d'abord remorqué par le HMS Eridge mais coule cinq heures plus tard.
Six jours après, le sous-marin torpille le destroyer britannique HMS Jaguar. Le Jaguar est frappé par deux torpilles et coule devant Sidi Barrani le 26 mars 1942 en perdant 3 officiers et 190 hommes d'équipage. 8 officiers et 45 survivants par le baleinier HMS Klo.
Le navire allemand va au nord et finit sa mission de 14 jours le 31 mars au port de Pula, en Croatie.
Huitième patrouille
Le 25 mai 1942, il quitte Pula. Le 2 juin, un Fairey Swordfish lance sur le sous-marin des grenades anti-sous-marines qui l'endommagent gravement. Le commandant Fraatz appelle par radio l'U-81 qui patrouille à proximité. Le commandant Friedrich Guggenberger récupère l'équipage et permet à Fraatz de tirer par l'arrière une torpille sur l'U-652. Elle l'atteint au centre, le brise en deux et le coule.

## Affectations
- 3. Unterseebootsflottille du 3 avril 1941 au 30 juin 1941 (Période de formation).
- 3. Unterseebootsflottille du 1er juillet 1941 au 31 décembre 1941 (Unité combattante).
- 29. Unterseebootsflottille du 1er janvier 1942 au 2 juin 1942 (Unité combattante).

## Commandement
- Oberleutnant zur See Georg-Werner Fraatz du 3 avril 1941 au 2 juin 1942 (Croix allemande).

## Patrouilles
|       | Commandant                | Départ            | Départ    | Arrivée           | Arrivée   | Jours     | Succès   |
| ----- | ------------------------- | ----------------- | --------- | ----------------- | --------- | --------- | -------- |
|       | Oblt. Georg-Werner Fraatz | 19 juin 1941      | Kiel      | 20 juin 1941      | Horten    | 2 jours   |          |
|       | Oblt. Georg-Werner Fraatz | 29 juin 1941      | Horten    | 3 juillet 1941    | Trondheim | 5 jours   |          |
|       | Oblt. Georg-Werner Fraatz | 17 juillet 1941   | Trondheim | 22 juillet 1941   | Bökfjord  | 6 jours   |          |
| 1     | Oblt. Georg-Werner Fraatz | 23 juillet 1941   | Bökfjord  | 7 juillet 1941    | Kirkenes  | 16 jours  | 558      |
|       | Oblt. Georg-Werner Fraatz | 9 août 1941       | Kirkenes  | 13 août 1941      | Trondheim | 5 jours   |          |
| 2     | Oblt. Georg-Werner Fraatz | 23 août 1941      | Trondheim | 18 septembre 1941 | Lorient   | 27 jours  | 20 835   |
| 3     | Oblt. Georg-Werner Fraatz | 1er novembre 1941 | Lorient   | 12 décembre 1941  | Messine   | 42 jours  | 1 595    |
| 4     | Oblt. Georg-Werner Fraatz | 14 décembre 1941  | Messine   | 1er janvier 1942  | La Spezia | 19 jours  | 6 557    |
| 5     | Oblt. Georg-Werner Fraatz | 5 février 1942    | La Spezia | 16 février 1942   | Salamine  | 12 jours  |          |
| 6     | Oblt. Georg-Werner Fraatz | 21 février 1942   | Salamine  | 1er mars 1942     | Salamine  | 9 jours   |          |
| 7     | Oblt. Georg-Werner Fraatz | 12 mars 1942      | Salamine  | 14 mars 1942      | Salamine  | 3 jours   |          |
| 8     | Oblt. Georg-Werner Fraatz | 18 mars 1942      | Salamine  | 31 mars 1942      | Pula      | 14 jours  | 5 363    |
| 9     | Oblt. Georg-Werner Fraatz | 25 mai 1942       | Pula      | 2 juin 1942       | Coulé     | 9 jours   |          |
| Total | Total                     | Total             | Total     | Total             | Total     | 169 jours | 34 908 t |

Notes : Oblt. = Oberleutnant zur See

### Opérations Wolfpack
L'U-652 opéra avec les Wolfpacks (meute de loups) durant sa carrière opérationnelle.
- Grönland (23-27 août 1941)
- Markgraf (27 août - 16 septembre 1941)

## Navires coulés
L'U-652 coula trois navires marchands totalisant 10 775 tonneaux, un navire de guerre auxiliaire de 558 tonneaux, deux navires de guerre totalisant 2 740 tonneaux et endommagea deux navires marchands totalisant 9 918 tonneaux ainsi qu'un navire de guerre auxiliaire de 10 917 tonneaux au cours des neuf patrouilles (169 jours en mer) qu'il effectua.
| Date              | Nom                            | Nationalité      | Tonnage | Convoi | Fait      | Localisation         |
| ----------------- | ------------------------------ | ---------------- | ------- | ------ | --------- | -------------------- |
| 6 août 1941       | PS-70                          | Union soviétique | 558     | -      | Coulé     | 69° 18′ N, 35° 00′ E |
| 26 août 1941      | HMS Southern Prince (M47) (en) | Royal Navy       | 10 917  | -      | Endommagé | 62° 55′ N, 9° 55′ O  |
| 10 septembre 1941 | Tahchee                        | Royaume-Uni      | 6 508   | SC-42  | Endommagé | 61° 15′ N, 41° 05′ O |
| 10 septembre 1941 | Baron Pentland                 | Royaume-Uni      | 3 410   | SC-42  | Endommagé | 61° 15′ N, 41° 05′ O |
| 9 décembre 1941   | Saint Denis                    | France           | 1 595   | -      | Coulé     | 38° 22′ N, 3° 30′ E  |
| 19 décembre 1941  | Varlaam Avanesov               | Union soviétique | 6 557   | -      | Coulé     | 39° 27′ N, 26° 05′ E |
| 20 mars 1942      | HMS Heythrop (L85)             | Royal Navy       | 1 050   | -      | Coulé     | 32° 22′ N, 25° 28′ E |
| 26 mars 1942      | HMS Jaguar (F34)               | Royal Navy       | 1 690   | -      | Coulé     | 31° 53′ N, 26° 18′ E |
| 26 mars 1942      | Slavol                         | Royaume-Uni      | 2 623   | -      | Coulé     | 32° 01′ N, 25° 55′ E |